# Arionoidei
Arionoidei zijn een infraorde van weekdieren uit de klasse van de Gastropoda (slakken).

## Superfamilies
- Arionoidea Gray, 1840